# Мандрулок (Арад)
Мандрулок (рум. Mândruloc) насеље је у Румунији у округу Арад у општини Владимиреску. Oпштина се налази на надморској висини од 115 m.

## Прошлост
Место се први пут помиње у документима још 1471. године. У 18. веку, на старом огњишту села, на месту које су назвали мештани "Хада", изграђена је црква брвнара посвећена Св. великомученику Георгију. Око 1825. године насеље је премештено на садашњу позицију, па је та црква остала напуштена ван села. Нова православна црква, посвећена Ваведењу Пресвете Богородице подигнута је 1850. године.
Почетком 18. века у Мандрулоку је било српских граничара. Стигли су ту 1702-1703. године из околине Будима и Острогона. Ту је 1703. године пописано: 1 капетан и 32 пешадинца граничара; укупно 33 милитарца. Место и 1715. године има милитарски статус а у њему је тада стационирано само 21 војно лице: капетан, поручник, наредник, пет каплара и 49 војника. Број српских домова износио је у то време 21. Капетан у месту био је 1735. године Јанко Панданзије, а хаднађ Рајак Кекез. Током појединачног изјашњавања месних граничарских официра новембра 1750. године, за прелазак у провинцијал није био нико. А за опстанак милитарског режима одлучили су се: капетан Димитрије Михајловић, хаднађ Живко Попов и барјактар Михајло Михајловић. Када је половином тог века кренуло масовно исељавање Срба граничара у Русију, до 27. јула 1751. године отишло је већ 85 Срба из места.
Године 1846. у селу Мандралок било је 938 становника. Ту се налази Богородичина црква, при којој служи парох поп Павел Бозган, којем помаже капелан Јован Бозган. Матрикуле црквене су заведено 1810. године. У народну основну школу 1846/1847. године иде 33 ученика, које учи Матија Козма учитељ.
Месни учитељ Владимир Гедошевић је 1844. године уплатио 7 ф. 30 кр. у Школски фонд.

## Становништво
Према подацима из 2011. године у насељу је живело 1106 становника.